# Hvožďany, Příbram
Hvožďany là một làng thuộc huyện Příbram, vùng Středočeský, Cộng hòa Séc.